# Stethorus pinachi
Stethorus pinachi är en skalbaggsart som beskrevs av Gordon och Chapin 1983. Stethorus pinachi ingår i släktet Stethorus och familjen nyckelpigor. Inga underarter finns listade i Catalogue of Life.